# 上叙尔岑
上叙尔岑是德国莱茵兰-普法尔茨州的一个市镇。总面积3.52平方公里，总人口628人，其中男性324人，女性304人（2011年12月31日），人口密度178人/平方公里。